# Benno von Achenbach
Benno Franz Ludwig Achenbach, ab 1909 Benno Franz Ludwig von Achenbach (* 24. Juli 1861 in Düsseldorf; † 12. Oktober 1936 in Berlin), war der Begründer des nach ihm benannten Fahrsystems und einziger Sohn des Landschaftsmalers Oswald Achenbach. 1906 wurde er Chef des Fuhrparks des Königlichen Marstalls Berlin. Für seine Verdienste verlieh ihm Wilhelm II. am 27. Januar 1909 den erblichen Adel.

## Leben
Achenbach wuchs bis 1864 an der Düsseldorfer Schadowstraße auf, ehe er mit der Familie – dem bereits berühmten Vater, der damals Landschaftsmalerei an der Kunstakademie Düsseldorf unterrichtete, der Mutter Julie, geborene Arnz (1827–1896), und seinen vier älteren Schwestern – in die großbürgerliche Goltsteinstraße am Hofgarten umzog. Er besuchte das Königliche Gymnasium Düsseldorf. Sein Vater unterwies ihn in der Malkunst, die er zu seinem Beruf machte. Mit seinen Eltern kam er bereits in jungen Jahren viel in Europa herum.
Der badische, beim 2. Westfälischen Husaren-Regiment Nr. 11 in preußischen Diensten stehende Offizier und Pferdezüchter August Wilhelm Julius Graf von Bismarck, ein Cousin 3. Grades des Reichskanzlers Otto von Bismarck, seit 1872 Ehemann von Achenbachs Cousine 2. Grades Clara (1851–1906), erlaubte ihm das Gespannfahren und führte ihn so Ende der 1860er Jahre, als dieser noch Brautwerber im Hause Achenbach war, an den Pferde- und Fahrsport heran. Um sich darin zu bilden, las Achenbach die gesamte damals verfügbare Literatur. Gleichzeitig erlebte er den Aufschwung des Kutschen- und Tandemfahrens, der ihn als Kunstmaler dazu inspirierte, entsprechende Genre- und Pferdebilder zu malen. Eine Reihe von etwa 30 Skizzen zeigt, wie sehr er in den 1870er Jahren durch den Grafen von Bismarck in der Leidenschaft für den Pferdesport gefördert wurde. Schon 1873 fuhr er dessen Tandem. Ab den 1880er Jahren praktizierte er das Fahren bei jeder sich bietenden Gelegenheit. 1882 errang er bei einem Wettbewerb in Baden-Baden eine Goldmedaille. Das englische System des Gespannfahrens erlernte in den 1890er Jahren bei dem englischen Fahrlehrer Edwin Howlett in Paris, den er in diesem Zeitraum dreimal dort aufsuchte. Außer die Vereinigten Staaten bereiste er auch England, um das „road coaching“ zu studieren. 1899 gewann er in Berlin ein Vierspänner-Tournier mit einem Gespann des Kölners Julius Vorster. Im gleichen Jahr veröffentlichte er mit der Broschüre Stil- und Anspannungsgrundsätze ein erstes Dokument seines Bestrebens, „… den Pferden vor dem Wagen die Arbeit so leicht wie möglich zu machen“.

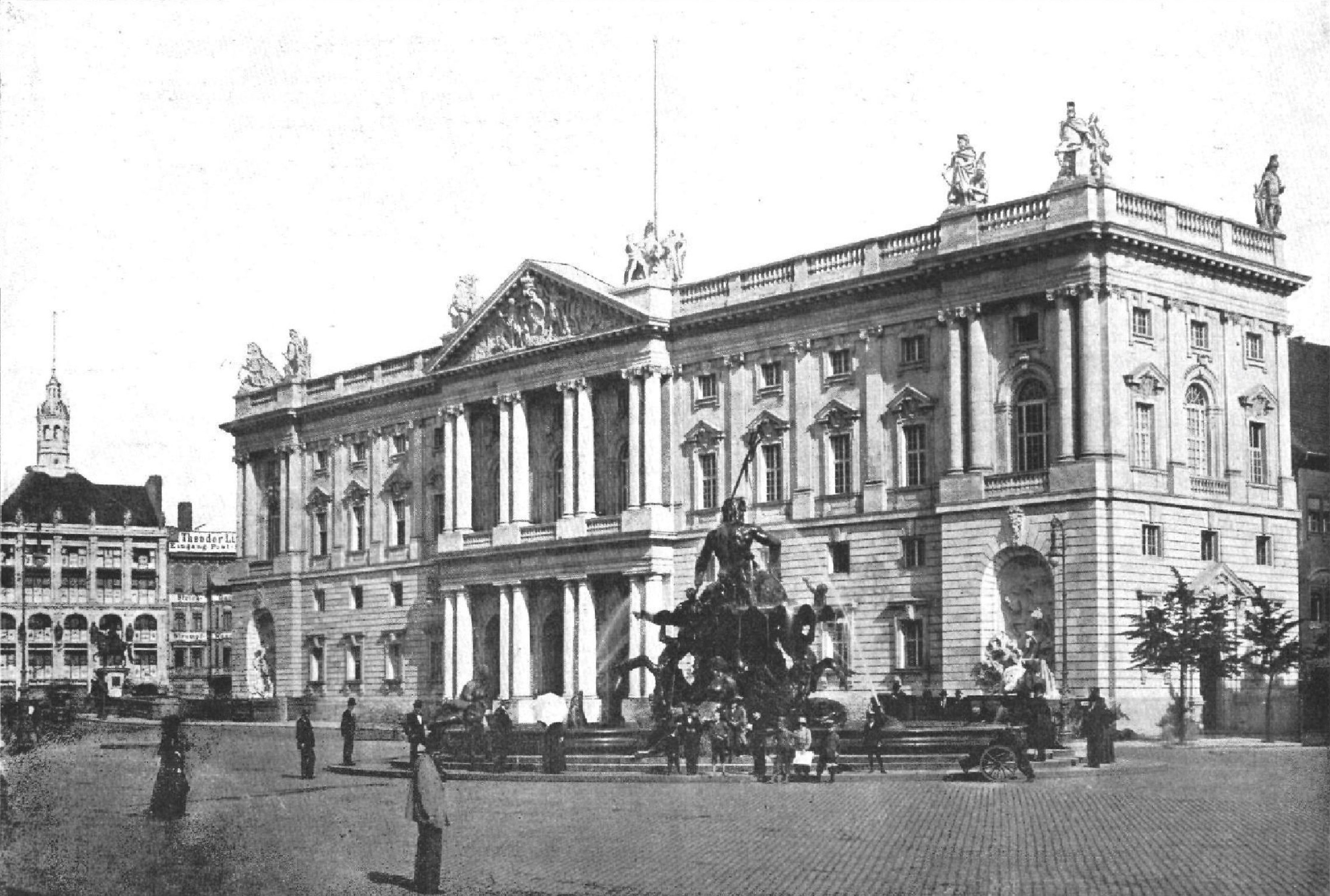
Gebäude des Königlichen Marstalls Berlin, 1901

Im Zuge der Erneuerung des Berliner Marstalls durch den deutschen Kaiser Wilhelm II. ernannte dessen Hofmarschall Hugo von Reischach, ein Jugendfreund des Grafen August von Bismarck, den Maler Achenbach, der als Soldat des 2. Westfälischen Husaren-Regiments Nr. 11 nur den militärischen Rang eines Leutnants der Reserve erklommen hatte, aber als einer der führenden deutschen Fachleute für das Fahren von Vierspännern galt, zum 1. Januar 1906 zum Leiter des Fahrstalles. Diesen begann Achenbach nachhaltig zu reorganisieren, etwa bei den Wagen und den Geschirren, zum Gefallen des Kaisers aber auch künstlerisch im Bereich der Livreen der Kutscher und Lakaien. Durch seine Stellung erlangte er ferner Einfluss auf die Entwicklung des Fahrwesens in der Preußischen Armee.
Während des Ersten Weltkriegs beschäftigte sich Achenbach mit Angelegenheiten des militärischen Nachschubs und Transports und mit der Entwicklung von Dienstvorschriften für das Fahrwesen. Mit der Abdankung des Kaisers verlor er seine Stellung. Die 45 kaiserlichen Karossen wurden versteigert, eine von ihnen gelangte so in den Besitz des abessinischen Kaisers Haile Selassie. In der Folgezeit bekleidet er eine Stelle bei einer staatlichen preußischen Einrichtung für das Züchten und Testen von Warmblütern. Außerdem verfasste er bis 1922 sein Hauptwerk Anspannen und Fahren, dessen Fahrlehre Eingang in die Heeresdienstvorschrift 465 fand. Seine Veröffentlichungen, die auch in Fachzeitschriften erschienen, illustrierte er mit eigenen Bildern.

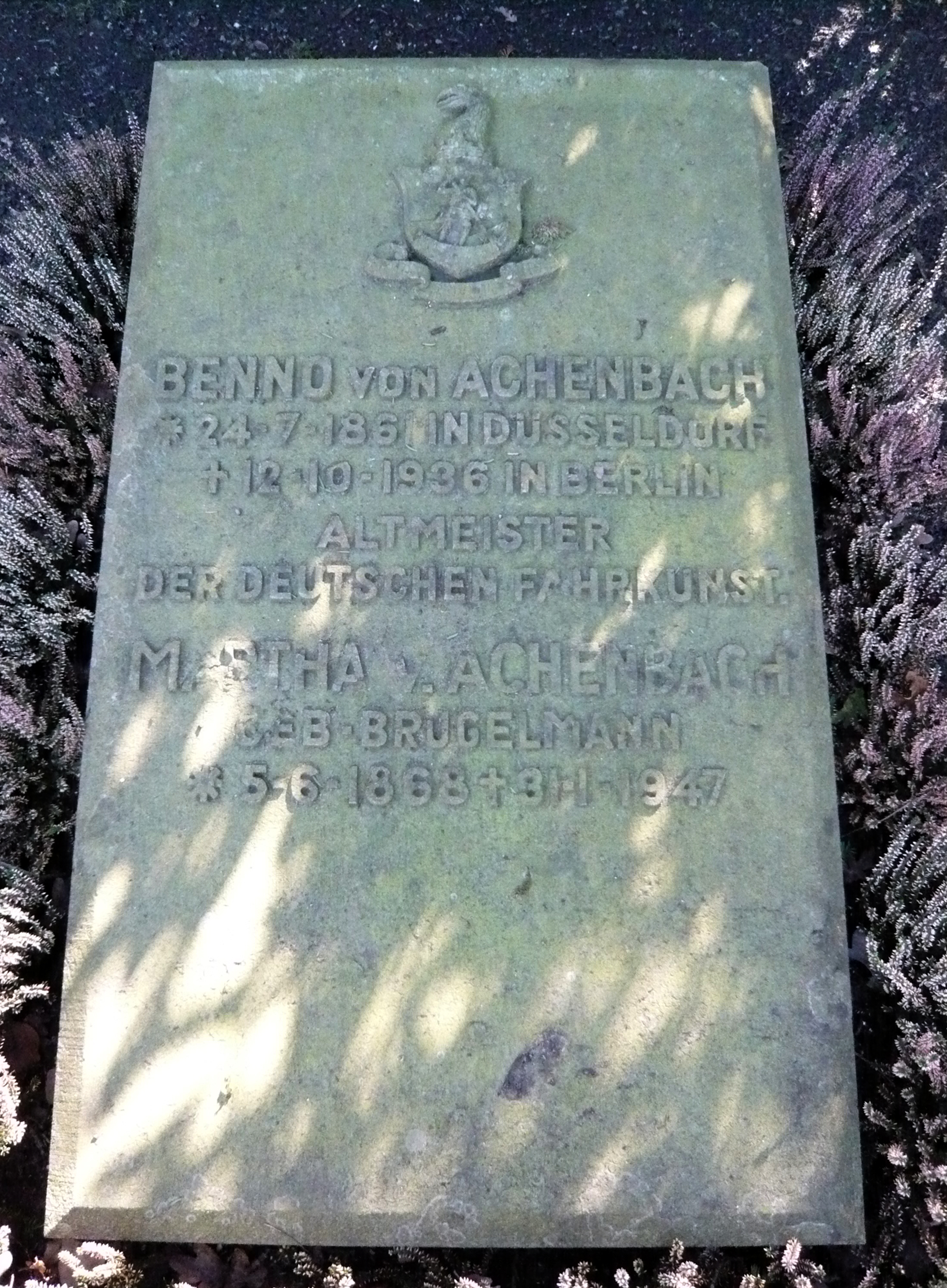
Grabstätte Benno und Martha von Achenbach, Nordfriedhof Düsseldorf

In den 1920er Jahren wurde Achenbach Lehrer an der Kavallerieschule der Reichswehr in Hannover. Als solcher beteiligte er sich weiterhin an der Entwicklung felddienstgerechter Truppen-Fahrvorschriften. Jährlich folgte er in dieser Zeit den Einladungen der Pferde-Regie-Anstalt im schweizerischen Thun, sie als Fahrlehrer bei Durchführung der alljährlichen Fahrkurse zu unterstützen. In Hannover wurde der Rittmeister und spätere Oberst Max Pape sein Schüler, mit dem er Dressurtests und Wettbewerbe für Gespannpferde entwickelte und betreute, die in den 1930er Jahren populär wurden. Pape bemühte sich nach dem Zweiten Weltkrieg darum, den Fahrsport als olympische Disziplin zu verankern.
1936 verstarb Achenbach 75-jährig nach kurzer, schwerer Krankheit in Berlin. Verheiratet war er seit 1906 mit Martha, geborene Brügelmann, verwitwete Marcus (1868–1947), einer begeisterten Tandemfahrerin. Das gemeinsame Grab des kinderlosen Paares befindet sich auf dem Nordfriedhof von Düsseldorf. Seine Sammlung von Peitschen vermachte Achenbach testamentarisch seinem Freund, dem ungarischen Fahrlehrer und Pferdezüchter Tibor von Pettkó-Szandtner.

## Achenbach-Fahrsystem
Aufbauend auf Howletts Fahrweise postulierte er als oberstes Ziel, möglichst pferdeschonend, zweckmäßig und sicher zu fahren und führte dazu ein Fahrsystem mit teilweise standardisierter Ausstattung (Achenbachleine) ein.
In diesem Fahrsystem sind die sieben Grundsätze von Achenbach vorzufinden. Sie lauten:
1. Zum korrekten Fahren gehören die richtige Achenbachleine, Peitsche und die feste Bracke.
2. Auf korrektem Ein- und Zweispännigfahren sind Vier- und Mehrspännigfahren aufgebaut. Man muss nicht neu dazulernen, weil man die Leinen grundsätzlich in der linken Hand hält.
3. Die rechte Hand muss jederzeit frei sein können zum Geben von Fahrtrichtungszeichen (Grüßen), Bremsen und zum Peitschengebrauch.
4. Alle Wendungen werden durch ein Verkürzen des Tempos und ein Nachgeben der äußeren Leine eingeleitet.
5. Die senkrechte Stellung der Hände ermöglicht, Wendungen lediglich durch Drehung der Handgelenke zu fahren.
6. Rechts- und Linkswendungen sind grundsätzlich voneinander verschieden und sind deshalb auch verschieden zu fahren. (Man sitzt meistens rechts auf dem Bock.)
7. Das Durchgleitenlassen einer oder mehrerer Leinen macht korrektes Fahren unmöglich, ist im Straßenverkehr gefährlich und deshalb verboten.

Die von Achenbach 1922 verbreitete Fahrlehre ist in Deutschland in die Turnierordnung eingegangen und wurde von vielen Ländern übernommen. Heute ist sie die in Europa meistgelehrte und -praktizierte Methode des Kutschenfahrens und im Fahrsport ein Quasi-Standard.

## Werke
- Stil- und Anspannungsgrundsätze. Broschüre, 1899.
- Fahrvorschrift. Berlin 1918.
- Anspannen und Fahren. Arbeit mit der Doppellonge sowie Anhaltspunkte für Beschirrung und Bespannung bei Fahr-Preisbewerbungen. 1922, Reprint der Ausgabe von 1925, Fn-Verlag, 1999, ISBN 3-8724-8042-1.